# El tigre y la nieve (película)
El tigre y la nieve es una película italiana dirigida por Roberto Benigni. También es el título de una novela publicada en 1986 por el escritor uruguayo Fernando Butazzoni. Curiosamente, pese a que ambas obras comparten el título, no tienen ningún elemento en común, pues mientras la película se desarrolla en Bagdad e Italia a comienzos del siglo XXI, la novela testimonia la vida en los campos de exterminio de la Argentina durante los años 1970.

## Argumento
Attilio De Giovanni (Roberto Benigni) es poeta y profesor universitario de poesía en la Universidad para Extranjeros de Roma. El tigre y la nieve ha sido su última colección de poemas publicada. Está enamorado de Vittoria (Nicoletta Braschi), a la cual persigue sin cesar, siendo rechazado constantemente por ella a pesar de que están separados y tienen dos hijas en común; parece que él en el pasado le falló a su amor y ella no lo perdona. Vittoria dice que lo dejará de rechazar el día en que vea a un tigre caminando por las calles nevadas de Roma, haciendo una alusión irónica al poema de Attilio.
Vittoria se encuentra escribiendo la biografía de un poeta francés-iraquí llamado Fuad (Jean Reno), amigo de Attilio. Vittoria tiene que viajar a Bagdad para traducir el libro para Fuad, en plena guerra. Una bomba que explosiona muy cerca de Vittoria la deja al borde de la muerte, Attilio trata de salvarla mientras la guerra que se desata en Bagdad lo mantiene prisionero de sus pensamientos y de la verdad incierta de la muerte y el miedo a perderla, mientras sus dos hijas en casa no saben nada de su padre.
Tras la milagrosa recuperación de Vittoria y su pronto regreso a Italia, un circo (posiblemente el de su amigo Camilo) se ha incendiado, dejando escapar a los animales. Empieza la primavera y una gran cantidad de polen blanco se ha esparciendo por toda la ciudad de Roma.
Vittoria ve en el panorámico de su automóvil un tigre salir de entre el polen y posarse en frente de ella, con la majestuosidad de la poesía en su rostro. Al ver el animal, con su mirada perdida entre el polen blanco que brota del cielo como nieve, Vittoria nota que el resto de su vida será feliz junto a Attilio.

## Comentarios
El cantante Tom Waits se interpreta a sí mismo en la película. La película se desarrolla en plena invasión de Irak (2003) haciendo una crítica de la misma. Los lugares de rodaje fueron Nápoles, Roma y Túnez.

## Elenco
- Roberto Benigni, como Attilio de Giovanni (homenaje al poeta parmesano Attilio Bertolucci [1911-2000]).
- Jean Reno, como el poeta iraquí Fouad.
- Nicoletta Braschi (1960−), como Vittoria.
- Tom Waits (1949−), cantautor californiano; como él mismo tocando el piano en cada sueño de Attilio.
- Emilia Fox (Londres, 1974−), como la profesora británica Nancy Browning, que pretende a Attilio.
- Gianfranco Varetto, como el abogado Scuotilancia.
- Giuseppe Battiston (1968−), como Ermanno, amigo de Attilio.
- Lucia Poli (1940−), como la señora Serao, directora de la Cruz Roja Italiana en Irak.
- Chiara Pirri, como Emilia, la hija de Attilio (enamorada de un tal Francesco).
- Anna Pirri, como Rosa, la otra hija de Attilio.
- Franco Mescolini (Cesena, Emilia-Romagna, 26 de julio de 1944), como Camilo Bretoni, director del circo de animales.
- Andrea Renzi (1963−), como el doctor Nunzio Guazzelli, que provee a Attilio en Irak.
- Abdelhafid Metalsi, como el doctor Salman, que trata de salvar a Vittoria en un hospital de Bagdad.
- Amid Farid, como el farmacéutico y sabio poeta bagdadí Al-Giumeili.
- Israel Oyelumade Aduramo, como el soldado estadounidense.
- Mohmed Hedi Bahri, como Firas, uno de los dos hombres de la zapatería que corren a Attilio.
- Franco Barbero (1944−), como Leo, el gerente de la empresa aérea que no le puede vender a Attilio el pasaje a Bagdad.
- Mohamed Malek Bchatnia, como el ladrón en el bazar.
- Steven Lloyd Beckingham, como el sargento primero estadounidense.
- Ahmed Ben Massoud, como el viejo iraquí sobre un burro, en el campo minado en Bagdad.
- David Tristan Birkin (1977−), como un marino estadounidense.
- Jorge Luis Borges (1899-1986), como él mismo (tomas de archivo) en el primer sueño de Attilio.
- Spartaco Calanchini.
- Simone Carella, como vigilante de claustro.
- Donato Castellaneta, como el patriarca ortodoxo que casa a Attilio en sus sueños.
- Alexis Conran (actor británico), como un soldado raso que cierra el paso en la carretera.
- Francesca Cutolo, como Carla, la cuidadora de las dos hijas de Attilio.
- Francesco DeVito, como Valeri, el poeta que acompaña a Fuad en la conferencia (y a quien Attilio le lleva el saco).
- Wahjda Dridi, como Salwa.
- Stefania Frangipani, como la florista que le vende flores a Vittoria.
- Simone Gandolfo (1980−), como uno de los policías en el aeropuerto italiano.
- Ida Grieco, como una mujer enojada por los animales sueltos del circo.
- Derek Hagan (California, 1984−), como un soldado estadounidense.
- Enrico Iannello, como uno de los policías en el aeropuerto italiano.
- Enrico Innocenti Bardazzi, como uno de los policías en el aeropuerto italiano.
- Laarbi Kmiri, como un prisionero en un campo de concentración en Irak.
- Yair Jonah Lotan (Israel, 1973−), como un soldado estadounidense.
- Feriel Madaoui, como un niño iraquí.
- Susanna Marcomeni, como Eleonora, la esposa de Leo (el gerente de la empresa aérea que no le puede vender el pasaje a Bagdad).
- Noah Lee Margetts, como soldado en el retén en la carretera hacia Bagdad.
- Rosa María Matteucci, como presentadora.
- Mark McKerracher, como un oficial estadounidense.
- Daniele Miglio, como estudiante en la facultad.
- Abdelkader Mokdad, como el dueño de la zapatería en Bagdad que le vende zapatos a Attilio.
- Eugenio Montale (1896-1981), poeta genovés, como él mismo (tomas de archivo) sentado en un sillón marrón en el primer sueño de Attilio.
- Jeffery Gordon Pedersen, como un soldado estadounidense.
- Jeff Peterson (1989−), como un soldado estadounidense.
- Javone Prince (Inglaterra), como un soldado estadounidense.
- Adel Rabah, como Abbas, uno de los dos hombres de la zapatería que corren a Attilio.
- Feriel Radaoui, como la niña dibujante, nieta de Al-Giumeili.
- Martin Sherman, como un soldado estadounidense.
- Peter Bradley Swander, como el soldado estadounidense que tiembla.
- Giuseppe Ungaretti (1888-1970), poeta y periodista italiano; como él mismo (tomas de archivo) muy sonriente en primerísimo plano en el sueño de Attilio.
- Mariella Valentini (1959−), como empleada de mostrador en el aeropuerto Fiumicino.
- Marguerite Yourcenar (1903-1987), escritora francesa; como ella misma (tomas de archivo) en el primer sueño de Attilio.